# Anne Legault
Pour les articles homonymes, voir Legault.
Anne Legault est une comédienne et écrivaine québécoise né à Lachine, en 1958.
Elle a étudié au Conservatoire d'art dramatique de Montréal. 
Elle a pratiqué le métier de comédienne principalement auprès du jeune public, sur la scène et à la télévision. 

## Biographie
Anne Legault étudie l'interprétation au Conservatoire d'art dramatique dont elle gradue en 1981. Elle se lance assez tôt dans l'écriture dramatique. Sa première pièce, Anne ou la maison cassée, écrite en 1982, sera montée en 1985 dans une mise en scène de Lorraine Pintal. Si cette première œuvre est tièdement reçue, la deuxième, La visite des sauvages, montée l'année suivante, à nouveau par Lorraine Pintal, reçoit un accueil nettement plus encourageant et permet à Legault de se voir décernée le Prix du Gouverneur général. En 1990, elle signe le drame biographique O'Neill, évocation d'un moment de la vie du dramaturge américain Eugene O'Neill. La pièce est montée par le Théâtre du Rideau Vert, en coproduction avec le Centre national des Arts, dans une mise en scène de René Richard Cyr. Deux ans plus tard, elle propose Conte d'hiver 70, une allégorie sur la crise d'octobre 1970. La pièce est présentée au Théâtre d'aujourd'hui dans une mise-en-scène d'André Brassard.   
Par la suite, elle change de registre avec Récits de Médilhault, un recueil de nouvelles d'anticipation publié en 1994 et se déroulant dans un contexte post-apocalyptique. Elle écrit aussi trois romans destinés à la jeunesse. Ils mettent en vedette Laurence, une jeune fille ordinaire, et son amie un peu bizarre, Étamine Léger. 

## Œuvres
- Anne ou la maison cassée (1982)
- La visite des sauvages (1986)
- O'Neill (1990)
- Conte d'hiver 70 (1992)
- Récits de Médilhault (1994)
- Une fille pas comme les autres (1997)
- Une première pour Étamine Léger (1998)
- Un message d'Étamine Léger (1999)

## Honneurs
- 1986 - Prix du Gouverneur général, La Visite des sauvages
- 1992 - Concours de nouvelles de Radio-Canada, Épi